# Miloš Fišera
Miloš Fišera (* 17. února 1950 ve Vrchlabí) je bývalý československý reprezentant v cyklokrosu.

## Úspěchy
Stal se prvním československým cyklokrosařem, který získal pro svoji zemi v seniorské kategorii medaili, stalo se tak na mistrovství světa 1972 v Praze, dále i titul na mistrovství světa 1981 ve španělském městě Tolosa. O rok později svůj titul ve francouzském Lanarvily obhájil v památném souboji se svým synovcem Radomírem Šimůnkem. Všechny uvedené medaile získal v soutěži amatérů.
Na mistrovství světa amatérů startoval desetkrát, přičemž hned při svém prvním startu v roce 1972 v Praze získal stříbro. Amatérskou kariéru ukončil v roce 1983 šestým místem na mistrovství světa v anglickém Birminghamu.

## Působení u profesionálů
- V registračních protokolech (číslo jeho svazku: 32748) byl evidován jako agent StB pod krycím jménem Bernard.[2]
- V letech 1988–1990 se třikrát zúčastnil mistrovství světa profesionálů, kde obsadil postupně 13., 18. a 22. místo. Jeho smůla spočívala v tom, že se k profesionálům dostal až v době, kdy měl svůj výkonnostní zenit za sebou. Tehdejší komunistický režim mu to dříve nedovolil. Řekl o tom: „Době, ve které jsem závodil, bych vyčítal to, že mi neumožnila přejít k profesionálům včas. Když jsem povolení dostal, byl zenit mé výkonnosti někde jinde.“[1]

## Ocenění
V letech 1981 a 1982 byl v anketě ČSC a sportovních novinářů vyhlášen československým Králem cyklistiky.
V roce 2017 byl uveden do Síně slávy ČSC.

## Příbuzenstvo
Jeho synovcem byl cyklokrosař Radomír Šimůnek.